# المخلوط (إب)

تعديل مصدري - تعديل

المخلوط محلة تابعة لقرية الجاشة، التابعة لعزلة ميتم بمديرية إب إحدى مديريات محافظة إب في الجمهورية اليمنية.، بلغ تعداد سكانها 158 حسب تعداد اليمن لعام 2004.